# مرگ در غزه
مرگ در غزه فیلمی مستند محصول سال ۲۰۰۴ در مورد منازعه اسرائیل–فلسطین است، که در کرانه باختری شروع می‌شود، پس از آن راهی غزه می‌شود و در نهایت در رفح مستقر می‌شود که فیلم بیشتر وقت خود را آنجا سپری می‌کند. این فیلم بر روی ۳ کودک، احمد (۱۲ ساله) ، محمد (۱۲ ساله) و نجله (۱۶ ساله) متمرکز شده است.

## موضوعات

### کودکان
این فیلم کودکان را در جنبه‌های مختلف زندگی‌شان از جمله زندگی در مجاورت نیروهای نظامی و سرگرمی‌های ایجادشده از درگیری دنبال می‌کند – مانند دویدن و پرتاب سنگ و مواد منفجره خانگی، قووه، به سمت وسایل نقلیه زره‌پوش؛ مطالب تدریس‌شده در مدارس که تلقی فلسطینی‌ها از منازعه را نشان می‌دهد، و همچنین زمان سپری شده با خانواده و دوستان، از جمله دنبال کردن یکی از کودکان در هنگام بازی و کمک به رزمندگان شبه‌نظامی. این فیلم همچنین به استفاده‌های سیاسی از عزاداری مردمی برای تقویت جنگ اشاره می‌کند.

### شهادت
فیلم به مدت کوتاهی بر مقوله شهادت و عقاید مردم آنجا در مورد مرگ برای فلسطین و اسلام تمرکز دارد. فیلم به طور خلاصه داستان یک پسر جوان را نشان می‌دهد که، هنگام حمله به نیروهای اسرائیلی در کنار پسران اصلی احمد و محمد و همچنین بسیاری از پسران بی‌نام دیگر، تیر می‌خورد. فیلم ماجرای پسر را از هنگام آوردن به مرکز پزشکی و معالجه اولیه، تا درگذشت او و واکنش عمومی، رژه و تدفین وی و جشن گرفتن برای موفقیت وی در شهید شدن روایت می‌کند.

## مرگ جیمز میلر
در حین فیلمبرداری، تهیه‌کننده/کارگردان جیمز میلر توسط یک سرباز اسرائیلی کشته می شود. مرگ او به عنوان یک بخش اصلی از فیلم، با توضیحی از راوی، سایرا شاه، در ابتدای فیلم و داستان کامل و واکنش‌ها در انتها گنجانیده شده است. همچنین ذکر شده است که، برخلاف میل خدمه فیلم، مردم فلسطینی پوسترهایی تهیه کردند و اعلام کردند که میلر یک شهید است.